# Aleuron neglectum
Espèce
Aleuron neglectum est une espèce de lépidoptères (papillons) de la famille des Sphingidae, sous-famille des Macroglossinae, de la tribu des Dilophonotini et du genre Aleuron . 

## Description
L'envergure des ailes varie de 48 à 53 mm. 
La coloration est très similaire à celle de Aleuron iphis, dont il se distingue facilement par la présence d'une tache noire (jamais brune) à la partie médiane de la base de la face ventrale de l'aile antérieure. Une autre différence par rapport à Aleuron iphis est la bande blanche dans le premier segment de l'abdomen (qui peut être très subtile ou complètement absente selon D'Abrera, 1986). L'appareil génital mâle est semblable à celui de A. iphis, mais révèle un gnathos assez court et un peu plus courbé. 

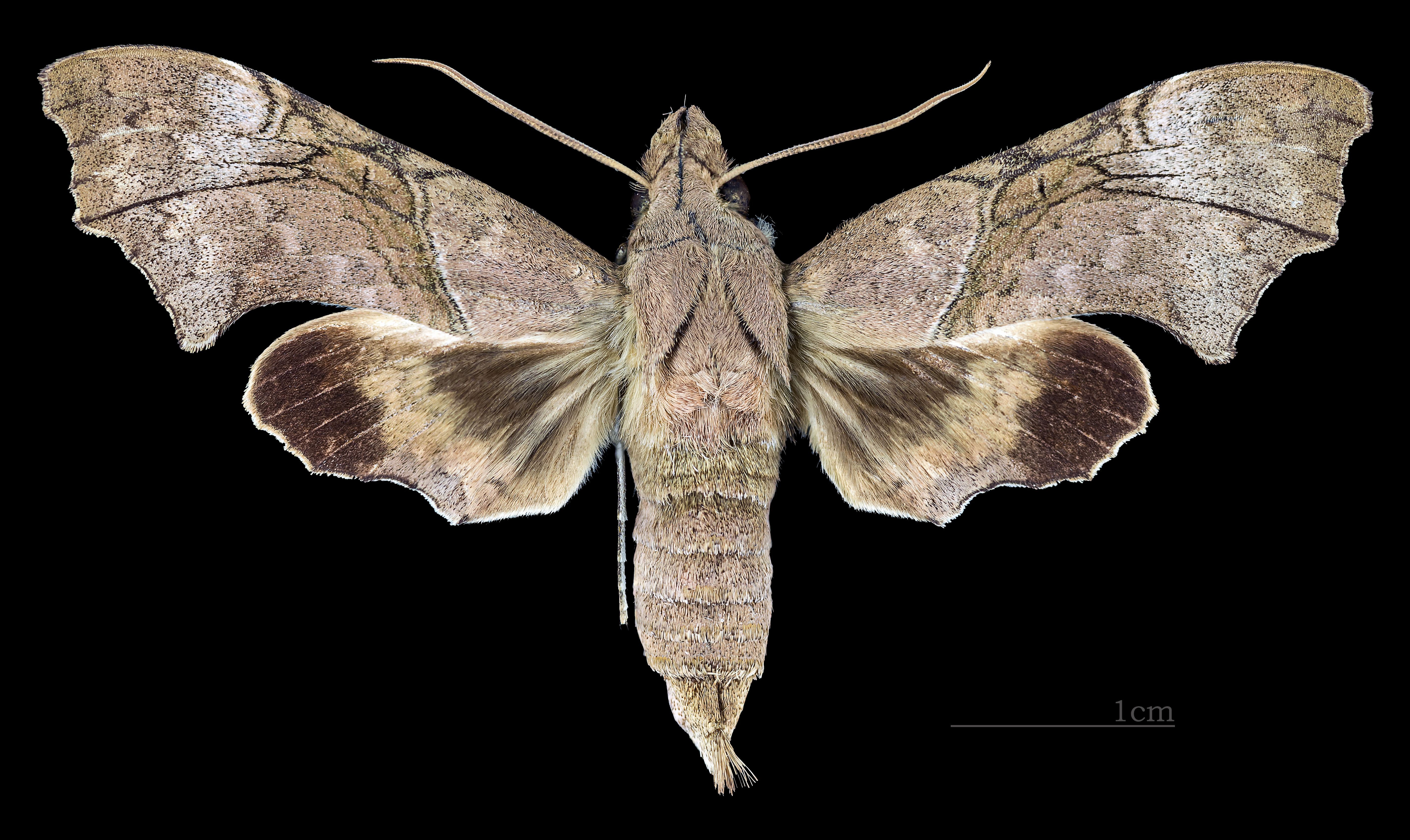
Face dorsale de la femelle (coll.MHNT)
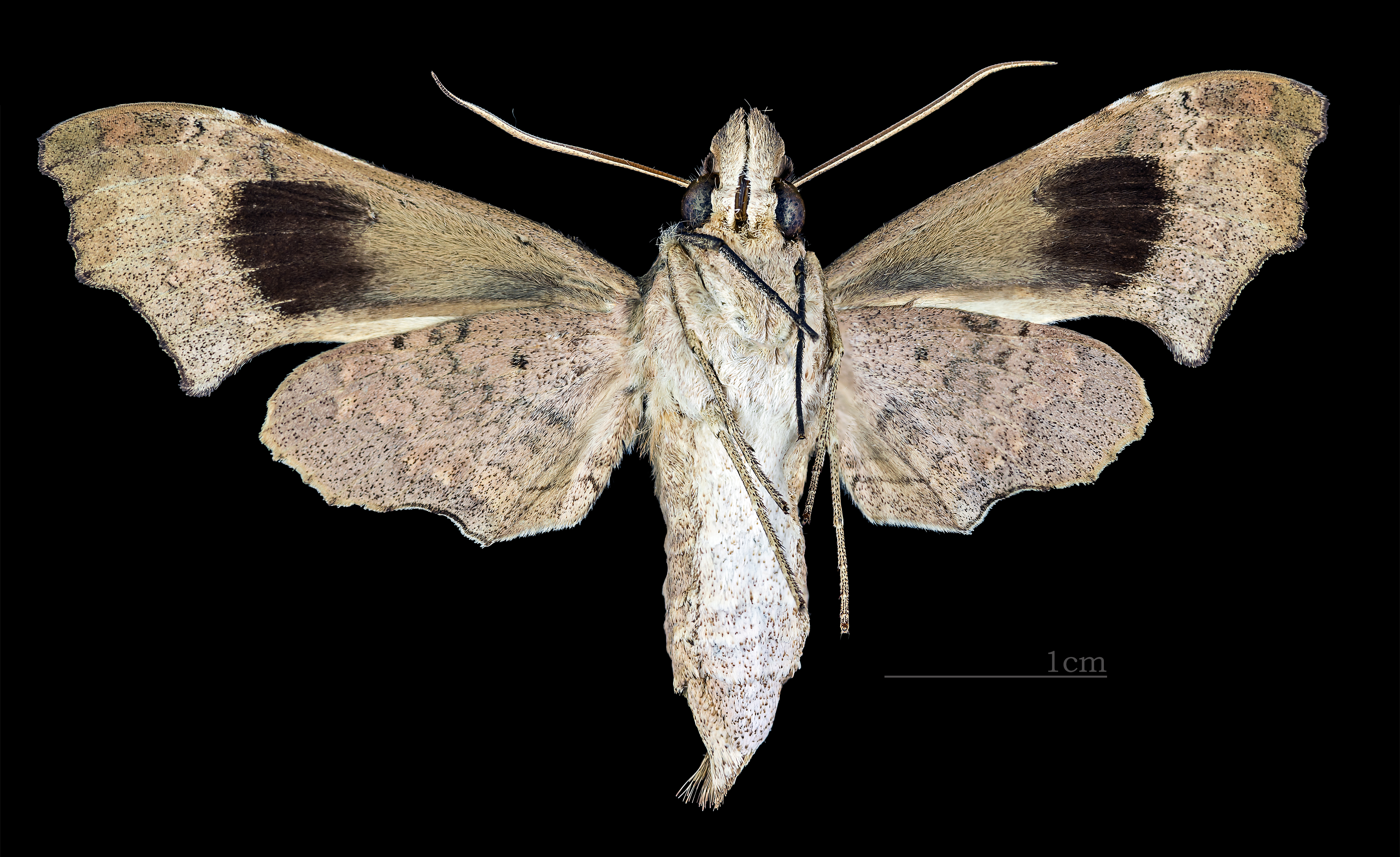
Face ventral de la femelle (coll.MHNT)

## Répartition et habitat
Répartition
L'espèce est connue au Mexique, Belize, Guatemala, Nicaragua, Costa Rica, Venezuela, Bolivie, Pérou, Guyane et Brésil.

## Biologie
- En Guyane, les adultes volent en mars, août et octobre. Au Brésil, en février et mai. Ils visitent les flaques d'eau et souvent le nectar des fleurs de Duranta repens.

- Les chenilles se nourrissent sur Doliocarpus dentatus, Curatella americana et probablement d'autres espèces de Dilleniaceae.

## Systématique
- L'espèce Aleuron neglectum a été décrite par les entomologistes Lionel Walter Rothschild et Karl Jordan en 1903[1].
- La localité type Rio Cachyaco, au Pérou.

### Synonymie
- Aleuron paraguayana Clark, 1931
- Aleuron leo Clark, 1935
- Rhodosoma flavidus Zhu & Wang, 1997
- Aleuron flavidus (Zhu & Wang, 1997)